# Agasystra
Agasystra est une île norvégienne du comté de Hordaland appartenant administrativement à Bømlo.

## Description
Rocheuse et couverte d'une légère végétation, pratiquement désertique, elle s'étend sur environ 1,285 km de longueur pour une largeur approximative de 682 m. Elle compte quelques habitations dans sa partie Sud, une route qui la relie à l'île voisine de Gjøsæter (à l'Est) et un quai d’amarrage. 